# Gaussia princeps (Arecaceae)
Gaussia princeps är en enhjärtbladig växtart som först beskrevs av H.Wendl.. Gaussia princeps ingår i släktet Gaussia, och familjen Arecaceae. Inga underarter finns listade i Catalogue of Life.